# Reebop Kwaku Baah

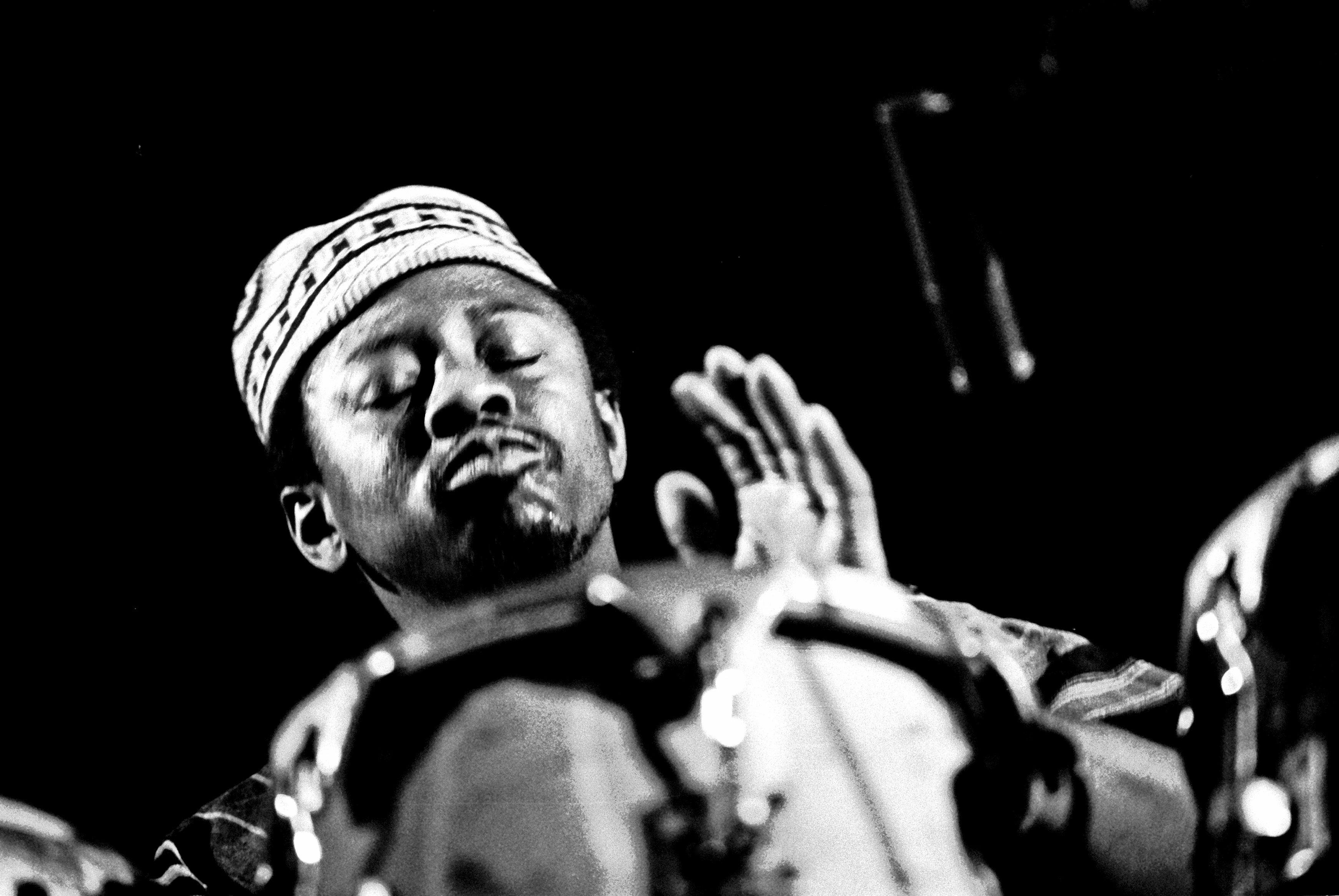
Reebop Kwaku Baah, 1973 in Hamburg

Anthony „Reebop“ Kwaku Baah (* 13. Februar 1944 in Konongo, Ghana; † 12. Januar 1983 in Stockholm) war ein ghanaischer Fusion-Perkussionist.

## Leben und Wirken
„Reebop“ Kwaku Baah wurde bekannt, als er 1969 bei Randy Westons Album African Rhythms mitwirkte. Den Namen „Reebop“ erhielt er von Dizzy Gillespie. Danach arbeitete er von 1971 bis 1974 mit der britischen Band Traffic, die er 1971 bei einer Tournee durch Schweden getroffen hatte. Er wirkte bei deren Alben Welcome to the Canteen, The Low Spark of High Heeled Boys, Shoot Out at the Fantasy Factory und On the Road  mit. 1973 trat er bei Eric Clapton’s Rainbow Concert an der Seite von Pete Townshend und Steve Winwood mit The Palpitations auf.
Nach der Auflösung der Formation Traffic wirkte er noch bei Steve Winwoods erstem Soloalbum mit, das 1977 erschien. Im selben Jahr spielte er – gemeinsam mit dem früheren Traffic-Bassisten Rosko Gee – als Perkussionist und Sänger bei der deutschen Band Can, an deren Alben Saw Delight, Out of Reach und Can er beteiligt war. Nach der Auflösung der Formation im Jahr 1979 war er 1983 Mitglied der Band Zahara, mit der ein Album entstand; zu der Formation gehörten außerdem der Keyboarder Paul Delph, der Schlagzeuger Bryson Graham und Rosko Gee. Außerdem arbeitete er auch mit Ginger Baker, den Rolling Stones, Billy Cobham (A Funky Thide of Sings), Maffy Falay und Jim Capaldi. Mit Stefan Krachten, Helmut Zerlett und deren Projekt The Unknown Cases spielte er den Dancefloor-Klassiker Masimbabele ein, den er mitentwickelt hatte; dieser ist „eine wegweisende musikalische Pionierleistung – mutmaßlich zum ersten Mal wurden afrikanische Rhythmen und Gesang, Tamla Motown-Soul, Psychedelic Rock und serielle Dance-Grooves zu etwas verschmolzen, was man so zuvor noch nicht gehört hatte.“
Reebop Kwaku Baah starb mit 38 Jahren bei einem Konzert in Schweden an einer intrazerebralen Blutung, als er in der Tourneeband von Jimmy Cliff spielte. Sein letztes Album, Melodies in a Jungle Mans Head, wurde unvollendet veröffentlicht.

## Diskographische Hinweise
- 1972 Reebop
- 1973 Anthony Reebop Kwaku Baah (mit Bobo Stenson, Janne Schaffer, Rune Carlsson u. a.)
- 1977 Trance
- 1983 Melodies in a Jungle Mans Head

Alben als Begleitmusiker (Auswahl)
- 1968 Wynder K. Frog, Out of the Frying Pan
- 1969 Randy Westons African Rhythms, African Cookbook (mit Henri Texier, Art Taylor, Niles Weston)
- 1970 Jon Hendricks Live
- 1971 Bengt-Arne Wallin The Magic Box
- 1972 Jim Capaldi, Oh How We Danced
- 1973 Eric Clapton, Rainbow Concert
- 1973 Rolling Stones, Goats Head Soup
- 1974 Vivian Stanshall, Men Opening Umbrellas Ahead
- 1975 Jim Capaldi, Short Cut Draw Blood
- 1977 Steve Winwood, Steve Winwood
- 1978 Jimmy Cliff Give Thankx
- 1979 Can Can
- 1982 Free Completely Free
- 1983 The Unknown Cases, Masimbabele
- 1983 Dunkelziffer Colours and Soul
- 1983 Zahara, Flight of the Spirit